# Svinařov
Svinařov je obec v okrese Kladno ve Středočeském kraji. Rozkládá se asi šest kilometrů severozápadně od Kladna. Žije v něm 740 obyvatel. Vesnicí protéká Svinařovský potok.

## Historie
První písemná zmínka o vesnici pochází z roku 1325.
V obci Svinařov (1266 obyvatel) byly v roce 1932 evidovány tyto živnosti a obchody: 2 autodopravci, 3 cihelny, 2 holiči, 5 hostinců, 2 hudební školy, kapelník, kolář, konsum Svépomoc, kovář, krejčí, 2 obchody s mlékem, 2 obuvníci, 2 pekaři, obchod s pleteným zbožím, porodní asistentka, povoznictví, 5 rolníků, 2 řezníci, 5 obchodů se smíšeným zbožím, 3 trafiky, truhlář, zahradnictví.

## Obyvatelstvo
| Rok            | 1869 | 1880 | 1890 | 1900  | 1910  | 1921  | 1930  | 1950 | 1961 | 1970 | 1980 | 1991 | 2001 | 2011 | 2021 |
| -------------- | ---- | ---- | ---- | ----- | ----- | ----- | ----- | ---- | ---- | ---- | ---- | ---- | ---- | ---- | ---- |
| Počet obyvatel | 250  | 319  | 671  | 1 025 | 1 278 | 1 266 | 1 168 | 783  | 822  | 646  | 581  | 574  | 614  | 715  | 724  |
| Počet domů     | 25   | 34   | 59   | 76    | 101   | 123   | 155   | 203  | 206  | 206  | 191  | 221  | 234  | 257  | 273  |

## Obecní správa

### Územněsprávní začlenění
Dějiny územněsprávního začleňování zahrnují období od roku 1850 do současnosti. V chronologickém přehledu je uvedena územně administrativní příslušnost obce v roce, kdy ke změně došlo:
- 1850 země česká, kraj Praha, politický i soudní okres Slaný, město Libušín[7][8]
- 1855 země česká, kraj Praha, soudní okres Slaný, město Libušín[7]
- 1868 země česká, politický i soudní okres Slaný, město Libušín[7]
- 1885 země česká, politický i soudní okres Slaný[8]
- 1939 země česká, Oberlandrat Kladno, politický i soudní okres Slaný[9]
- 1942 země česká, Oberlandrat Praha, politický i soudní okres Slaný[10]
- 1945 země česká, správní i soudní okres Slaný[11]
- 1949 Pražský kraj, okres Slaný[12]
- 1960 Středočeský kraj, okres Kladno[13]

### Obecní symboly
Znak a vlajka byly obci uděleny rozhodnutím předsedy Poslanecké sněmovny Parlamentu České republiky dne 4. června 1998.

## Doprava
Do obce vedou silnice III. třídy. Železniční trať ani stanice na území vesnice nejsou. Nejblíže obci je železniční stanice Kamenné Žehrovice ve vzdálenosti pět kilometrů na trati Praha–Rakovník. V roce 2011 v obci zastavovala v pracovních dnech autobusová linka Slaný – Smečno – Praha (tři spoje tam, jeden spoj zpět, dopravce ČSAD Slaný). V obci zastavovaly autobusové linky MAD Kladno,linka č. 7: Kladno,Havlíčkovo náměstí – Smečno (dvanáct spojů tam i zpět) a MAD Kladno linka č. 17: Kladno,Nádraží - Smečno (čtyři spoje tam, tři spoje zpět, dopravce ČSAD MHD Kladno).